# Tremella christiansenii
Tremella christiansenii är en svampart som tillhör divisionen basidiesvampar, och som beskrevs av Paul Diederich. Tremella christiansenii ingår i släktet Tremella, och familjen Tremellaceae. Arten har ej påträffats i Sverige.